# نیکی بنگر
نیکی بنگر (انگلیسی: Nicky Banger؛ زادهٔ ۲۵ فوریهٔ ۱۹۷۱) بازیکن فوتبال اهل بریتانیا است.
از باشگاه‌هایی که در آن بازی کرده‌است می‌توان به باشگاه فوتبال نیو میلتون تاون، باشگاه فوتبال اولدهام اتلتیک، باشگاه فوتبال ووکینگ، باشگاه فوتبال ایستلی، باشگاه فوتبال بروکنهورست، باشگاه فوتبال تورکی یونایتد، باشگاه فوتبال ساوت‌همپتون، باشگاه فوتبال اسکانتورپ یونایتد، باشگاه فوتبال آکسفورد یونایتد، باشگاه فوتبال پلیموث آرگیل، و باشگاه فوتبال داندی اشاره کرد.